# Louis Stange
Louis Stange (1888-1971) était un ingénieur en mécanique allemand. Employé chez Rheinmetall-Borsig, il a conçu plusieurs modèles d'armes automatiques qui ont été utilisées intensivement au combat par la Wehrmacht durant la Seconde Guerre mondiale.